# Província d'Albacete
Albacete (en castellà, Albacete) és una província espanyola que es troba a la part sud-est de l'Altiplà Central Ibèric, a la comunitat autònoma de Castella - la Manxa, a elevada altitud sobre el nivell del mar. Limita pel nord amb la província de Conca, a l'est amb el País Valencià, al sud amb Múrcia i Andalusia, i a l'oest amb la província de Ciudad Real.
Fins al 1982 va ser part d'una mateixa regió juntament amb Múrcia. Després, per motius contraposats va passar a formar part de Castella-la Manxa.
La província té una població de 392.110 habitants (2007) en una extensió de 14.858 km², i la seva capital és la ciutat d'Albacete.
- Llista de municipis de la província d'Albacete

## Comarques d'Albacete
- Llanos de Albacete
- Campos de Hellín
- La Manxa del Xúquer- Centre
- La Manchuela
- Monte Ibérico-Corredor de Almansa
- Sierra del Segura

## Clima
Continental, amb temperatures sovint extremes:l'hivern hi és molt fred i l'estiu molt calorós. A més a més, el clima és en general prou sec, excepte a la zona sud-oest de la província, que és molt muntanyosa.